# 2002년 MTV 무비 어워드
제11회 MTV 무비 & TV 어워드는 2002년 6월 1일에 열린 시상식이다.

## 수상 및 후보

### 최고의 영화상
- 반지의 제왕 - 반지 원정대 - 피터 잭슨 수상
- 블랙 호크 다운 - 리들리 스콧
- 분노의 질주 - 롭 코헨
- 금발이 너무해 - 로버트 루케틱
- 슈렉 - 앤드류 애덤슨

### 최고의 남자배우상
- 알리 - 윌 스미스 수상
- 뷰티풀 마인드 - 러셀 크로우
- 분노의 질주 - 빈 디젤
- 진주만 - 조쉬 하트넷
- 반지의 제왕 - 반지 원정대 - 일라이저 우드

### 최고의 여자배우상
- 물랑 루즈 - 니콜 키드만 수상
- 진주만 - 케이트 베킨세일
- 몬스터 볼 - 할리 베리
- 툼 레이더 - 안젤리나 졸리
- 금발이 너무해 - 리즈 위더스푼

### 남우신인상
- 반지의 제왕 - 반지 원정대 - 올란도 블룸 수상
- 엑시트 운즈 - 디엠엑스
- 오렌지 카운티 - 콜린 행크스
- 해리 포터와 마법사의 돌 - 다니엘 래드클리프
- 분노의 질주 - 폴 워커

### 여우신인상
- 워크 투 리멤버 - 맨디 무어 수상
- 블로우 - 페넬로페 크루즈
- 프린세스 다이어리 - 앤 해서웨이
- 기사 윌리엄 - 샤닌 소세이먼
- 크로스로드 - 브리트니 스피어스

### 최고의 키스상
- 아메리칸 파이 2 - 제이슨 빅스 & 숀 윌리엄 스콧 수상
- 물랑 루즈 - 니콜 키드먼 & 이완 맥그리거
- 섹스 아카데미 - 미아 커쉬너 & 비버리 폴신
- 기사 윌리엄 - 히스 레저 & 샤닌 소사몬
- 브리짓 존스의 일기 - 르네 젤위거 & 콜린 퍼스

### 최고의 싸움상
- 러시 아워 2 - 성룡 수상
- 툼 레이더 - 안젤리나 졸리 vs 로봇
- 반지의 제왕 - 반지 원정대 - 크리스토퍼 리 vs 이안 맥켈런
- 더 원 - 이연걸

### 최고의 악당상
- 트레이닝 데이 - 덴젤 워싱턴 수상
- 퀸 오브 뱀파이어 - 알리야
- 반지의 제왕 - 반지 원정대 - 크리스토퍼 리
- 혹성 탈출 - 팀 로스
- 러시 아워 2 - 장쯔이

### 최고의 코믹연기상
- 금발이 너무해 - 리즈 위더스푼 수상
- 슈렉 - 에디 머피
- 슈렉 - 마이크 마이어스
- 아메리칸 파이 2 - 숀 윌리엄 스코트
- 러시 아워 2 - 크리스 터커

### 최고의 호흡상
- 분노의 질주 - 빈 디젤 & 폴 워커 수상
- 오션스 일레븐 - 브래드 피트 외 10명
- 러시 아워 2 - 성룡
- 슈렉 - 카메론 디아즈
- 쥬랜더 - 벤 스틸러 & 오웬 윌슨

### 최고의 액션장면
- 진주만 - 공격 장면 수상
- 블랙 호크 다운 - 첫번째 헬리콥터 추락 장면
- 분노의 질주 - 마지막 경주 장면
- 반지의 제왕 - 반지 원정대 - 동굴 전투 장면

### 최고의 뮤지컬 퍼포먼스
- 물랑 루즈 - 이완 맥그리거 & 니콜 키드만 수상
- 기사 윌리엄 - 히스 레저 & 샤닌 소사몬
- 러시 아워 2 - 크리스 터커

### 최고의 카메오
- 트레이닝 데이 - 스누피 수상

### 최고의 의상
- 금발이 너무해 - 리즈 위더스푼 수상

### 최고의 명대사
- 금발이 너무해 - 리즈 위더스푼 수상

### 신인 제작자상
- 메멘토 - 크리스토퍼 놀란 수상